# راموناس بوتوتاس
راموناس بوتوتاس (بالليتوانية: Ramūnas Butautas)‏ مواليد 22 مايو 1964 في كاوناس، الجمهورية الليتوانية السوفيتية الاشتراكية، هو مدرب كرة سلة ليتواني ولاعب معتزل. حقق المركز الثالث في بطولة أمم أوروبا لكرة السلة 2007.

## سجل المنافسة
شارك في المنافسات التالية:
- بطولة أمم أوروبا لكرة السلة 2007
- الألعاب الأولمبية الصيفية 2008

## الميداليات
| الميدالية | المسابقة                         |
| --------- | -------------------------------- |
| برونزية   | بطولة أمم أوروبا لكرة السلة 2007 |